# 신양균
신양균(申良均)(1956년 ~)은 대한민국의 영화배우다. 본관은 평산(平山)이고 데뷔 초기에는 신승환이라는 예명으로 잠시 활동했다가 현재는 신양균 본명으로 활동하고 있다. 1980년 영화로 데뷔하였고 연극과 영화 방송 광고 모델로 활동하고 있으며 영화제작 영화기획 공연기획 회사를 가지고 있다.

## 영화 출연 작품
- 아부지 - 2009년
- [[마지막 시도]] - 1998년
- 운명의 연약 - 1997년
- 보스(BOSS) - 1996년
- 잊혀진 세월 - 1995년
- 사나이 특공대 - 1995년
- 꽃잎 칼 위에 서다 - 1995년
- 사랑이 내린 단비 - 1995년
- 해병 묵시록 - 1995년
- 증발 - 1992년
- 잃어버린 시간들 - 1991년
- 겨울 이야기 - 1991년
- 위험한 미소(긴급특명) - 1990년
- 침묵의 강 - 1990년
- 사랑을 위한 이중 주 - 1990년
- 초야에 흐르는 강 - 1985년
- 십자가의 군종들 - 1985년
- 길 읾은 등산객 - 1985년
- 남과 북 - 1984년
- [[불의 회상]] - 1984년
- 새마음 새물결 - 1984년
- 형 - 1984년
- 삶과 주검의 다리 - 1984년
- 전투 - 1984년
- 내 마음의 햋빗 - 1984년
- 아-백마고지 - 1984년
- 경의선 - 1983년
- 작은정성 큰힘되어 - 1983년
- 화평의 길 - 1983년
- 푸른꿈은 가득히 - 1983년
- 이명수 특공대 - 1983년
- 찾은자와 잃은자 - 1983년
- 죽으면 살리라 - 1982년
- 버스에서 만난 사람 - 1982년
- 5 대합실의 사람들 - 1982년
- 흔들리는 산하 - 1982년
- 일송정 푸른솔은 - 1982년
- 안개마을(익명의섬) - 1982년
- 길고긴 메아리 - 1982년
- 만다라 - 1981년
- F학점의 천재들 -1981년

### 방송 드라마
- 감격시대(투신의탄생) 2014년 KBS-2TV 11회 12회 15회 16회 장로역
- 제4공화국 1995년 MBC-TV
- 경찰청사람들 1995년 MBC-TV
- MBC베스트셀러극장 1985년 MBC-TV
- 제1공화국 1982년 MBC-TV
- 리듬82 1982년 KBS-TV
- 숲에는 그대향기 1982년 KBS-TV
- 김약국의 딸들1982년 KBS-TV
- 궁중의상 쇼 1982년 MBC–TV

### 연극
- 나그네설음
- 김치국씨환장하다
- 낙화암 - 전국연극제 장려상수상
- 이별의인천항구
- 놀부뎐(총감독)
- 버림받은육신 - 1985년

### 광고
- 노렌스 시계 - 1985년
- 삼성생명 저축성보험 - 1985년
- 콘티빵 - 1984년
- 화재보험협회 - 1984년
- 태웅식품 곰장어스프 - 1983년
- 과학상자 제일정밀 - 1983년
- 크로바타자기 - 1983년
- [[후지필름]] - 1983년
- [[삼양라면골드]] - 1983년
- 삼천리자전거 - 1982년
- 위스키 엣센스 - 1982년
- 청기와 예식장 - 1982년
- 금강제화 - 1982년
- 하이칼가스렌지 - 1982년
- 삼성세탁기 (2조식) - 1981년
- [[후지필름]] - 1981년
- 삼천리 자전거 - 1981년